# Lawrence Kohlberg
Lawrence Kohlberg (Nova York, 25 de Outubro de 1927 - Boston, 19 de Janeiro de 1987), foi um psicólogo estadunidense nascido em Bronxville, Nova Iorque.

## Biografia
Kohlberg foi professor na Universidade de Chicago e na Universidade Harvard. Se especializou na investigação sobre educação e argumentação moral, se tornando conhecido pela sua teoria dos níveis de desenvolvimento moral. Muito influenciado pela teoria do desenvolvimento cognitivo de Jean Piaget, o trabalho de Kohlberg refletiu e desenvolveu as ideias de seu predecessor, ao mesmo tempo criando um novo campo na psicologia, o de desenvolvimento moral.
Em 1945, em plena Segunda Guerra Mundial, Kohlberg trabalhou no navio clandestino Padacah, numa missão que tinha como objetivo transportar judeus para a Palestina. O navio foi interceptado e Kohlberg foi preso no Chipre, onde ficou em um campo de concentração. Essa experiência, profunda e marcante tanto na sua vida e obra, foi relatada no artigo "Beds for Bananas”, onde o pesquisador relatava a violência que sofreu.
Em 1971 contraiu um parasita tropical em Belize enquanto fazia um trabalho transcultural. Como resultado disso, ele lutou contra a dor física e a depressão pelo resto de sua vida. Em 19 de janeiro de 1987 ele pediu um dia de alta do hospital de Massachusetts onde fazia tratamento, dirigiu até o Harbor de Boston, estacionou seu carro em uma rua sem saída, e mergulhou no mar. Tendo aparentemente cometido suicídio, faleceu aos 59 anos de idade.
Em um estudo empírico realizado por Haggbloom et al. utilizando seis critérios, tais como citações e reconhecimento, Kohlberg foi considerado o trigésimo psicólogo mais famoso do século XX.
Dentre os seus principais sucessores, estão James Rest e Elliot Turiel, que deram prosseguimentos às pesquisas de Kohlberg com contribuições relevantes.

## Teoria do Desenvolvimento Moral
A teoria do desenvolvimento moral é a mais conhecida de Kohlberg. Sua teoria, assim como a de Piaget, é universalista. Não afirma a universalidade das normas, mas a das estruturas que permitem a aplicação das normas em contextos precisos e proporcionam critérios para o juízo moral. Acredita que através de um processo maturacional e interativo, todos os seres humanos têm a capacidade de chegar à plena competência moral, medida pelo paradigma da moralidade autônoma, ou, como prefere Kohlberg, pela da moralidade pós-convencional.
Os seis estágios de Kohlberg podem ser, generalizadamente, agrupados em três níveis de dois estágios cada: pré-convencional, convencional, e pós-convencional.
Seguindo as exigências construcionistas de Piaget de um modelo de estágios, como exposto em sua teoria do desenvolvimento cognitivo, é extremamente raro regredir em estágios – perder o uso de capacidades de estágios mais altos. Não se pode pular estágios, cada um fornece uma nova e necessária perspectiva, mais abrangente e diferenciada de seu predecessores, mas integradas com eles. Os estágios não avançam em "bloco", podendo a pessoa estar em determinado estágio em uma área, e em outro estágio em outra área. Sua teoria é dinâmica, e não apenas estática. Potencialmente, todo indivíduo é capaz de transcender os valores da cultura em que foi socializado, ele não apenas os incorpora passivamente. Com isso, a própria cultura pode ser modificada.
Podemos esquematizar a teoria de Kohlberg da seguinte maneira:
Nível 1 (Pré-Convencional)
1. Orientação "punição obediência"
(Como eu posso evitar a punição?)
2. Orientação auto-interesse (ou "hedonismo instrumental")
(O que eu ganho com isso?)
Nível 2 (Convencional)
3. Acordo interpessoal e conformidade
(Normas sociais)
(Orientação "bom moço"/"boa moça")
4. Orientação "manutenção da ordem social e da autoridade"
(Moralidade "Lei e Ordem")
Nível 3 (Pós-Convencional)
5. Orientação "Contrato Social"
6. Princípios éticos universais
(Consciência principiada)

### Nível pré-convencional
O nível pré-convencional de argumentação moral é particularmente comum em crianças, embora adultos também possam exibir esse nível de argumentação. Nesse nível, o juízo da moralidade da ação é feito com base em suas consequências diretas. O nível pré-convencional consiste apenas do primeiro e segundo estágios de desenvolvimento moral, e está preocupado apenas com o próprio ser de uma maneira egocêntrica. Alguém com uma moral pré-convencional ainda não adotou ou internalizou as convenções da sociedade sobre o que é certo ou errado, mas, em vez disso, foca-se grandemente em consequências externas que certas ações possam ter.
O estágio 1 é o do castigo e obediência. Nesse estágio, a moralidade para a criança consiste em observar literalmente as regras, obedecer à autoridade e evitar o castigo. Por exemplo, uma ação é vista como errada apenas porque aquele que a cometeu foi punido. "Da última vez que fiz tal coisa, apanhei, então não farei de novo". Quanto pior a punição, pior é visto o ato. O ponto de vista é egocêntrico, o ator não distingue entre seus interesses e os dos outros, que o ponto de vista dos outros pode ser diferente do seu. Há uma deferência para aqueles vistos como de maior poder ou prestígio.
O estágio 2 é aquele em que a pessoa é movida apenas pelos próprios interesses. O comportamento moral consiste em seguir regras quando forem do interesse imediato do ator, e em reconhecer que os outros também têm seus próprios interesses, o que pode justificar uma troca entre atores, integrando interesses recíprocos, mas apenas até o ponto em que isso serve aos interesses do próprio ator. O ponto de vista inclui, portanto, o de outros indivíduos, numa base instrumental, ocorrendo uma certa descentração, embora mínima. O respeito pelos outros não está baseado em lealdade ou respeito mútuo, mas no sentido de "uma mão lava a outra". A falta de perspectiva do estágio 2 também não pode ser confundida com o estágio 5, pois aqui todas as ações têm o propósito de servir os próprios interesses ou necessidades do próprio indivíduo.

### Nível convencional
O nível convencional de argumentação moral é típico de adolescentes e adultos. Aqueles que argumentam de uma maneira convencional julgam a moralidade das ações comparando-as com as visões do mundo e expectativas da sociedade. A moralidade convencional é caracterizada por uma aceitação das convenções sociais a respeito do certo e do errado. Nesse nível um indivíduo obedece regras e segue as normas da sociedade mesmo quando não há consequências pela obediência ou desobediência. Aderência a regras e convenções é de algum modo rígida, entretanto, a adequação da aplicação de uma regra ou a justiça dela é por vezes (poucas) questionada.
O estágio 3 é o das expectativas interpessoais mútuas, e do conformismo, em que o ser entra na sociedade preenchendo papéis sociais (identidade dos papéis). O correto é atender às expectativas das pessoas de referência, ser um "bom moço", no papel de filho, irmão ou amigo, tendo sido ensinado que há um valor inerente a tal comportamento. O ponto de vista inclui as perspectivas dos outros e sentimentos compartilhados, que têm precedência sobre os interesses individuais. A argumentação do estágio 3 pode julgar a moralidade de uma ação valorando as suas consequências em termos dos relacionamentos de uma pessoa, a qual agora começa a incluir coisas como respeito, gratidão, e a "regra de ouro". Desejo de manter as regras e autoridade existe apenas para manter esses papéis sociais. As intenções das ações desempenham um papel mais significante na argumentação neste estágio; "eles têm boas intenções…".
O estágio 4 é aquele em que a pessoa se move com base na obediência a autoridade e ordem social. O correto é cumprir seu dever na sociedade, preservar a ordem social, e manter o bem-estar da sociedade ou do grupo. O ponto de vista é o do sistema ou do grupo social como um todo, e considera os interesses individuais dentre desse quadro de referência mais amplo. O argumentação moral no estágio quatro está além da necessidade de aprovação individual exibida no estágio três; a sociedade deve aprender a transcender necessidades individuais. Um ideal (ou ideais) central frequentemente prescreve o que é certo ou errado, como no caso do fundacionalismo. Se uma pessoa viola uma lei, talvez todo mundo possa – portanto, há uma obrigação e um dever em manter leis e regras. A maioria dos membros ativos da sociedade permanecem no estágio quatro, onde a moralidade é predominantemente ditada por uma força externa.

### Nível pós-convencional
consiste dos estágios cinco e seis do desenvolvimento moral. Há uma crescente percepção de que os indivíduos são entes separados da sociedade, e de que a perspectiva do próprio indivíduo pode tomar precedência sobre a visão da sociedade; eles podem desobedecer regras inconsistentes com princípios universais que possam ser justificados. Essas pessoas vivem de acordo com seus próprios princípios abstratos sobre o certo e o errado – princípios que tipicamente incluem direitos humanos básicos. Devido ao fato desse nível colocar a "natureza do ser antes dos outros", o comportamento de indivíduos pós-convencionais, especialmente daqueles no estágio seis, podem ser confundido com o daqueles no nível pré-convencional. As pessoas que exibem uma moralidade pós-convencional veem as regras como necessárias e como mecanismos mutáveis – idealmente, as regras podem ajudar a manter a ordem social geral e a proteger os direitos humanos. As regras não são ditos absolutos que devem ser obedecidos sem questionamentos, podendo ser desobedecidas ou modificadas com base em justificativas universais.
O estágio 5 é o dos direitos preexistentes e do contrato social ou utilidade. A visão de mundo de quem está neste estágio é a de que no mundo existem pessoas de diferentes opiniões, direitos, e valores. O correto é apoiar os direitos, valores e contratos jurídicos de uma sociedade, mesmo quando estão em conflito com as normas concretas do grupo. 
As leis são consideradas como contratos sociais em vez de um mandamento rígido. Aquelas que não promovem o bem-estar geral devem ser modificadas quando necessário para adequar-se ao "bem máximo para o maior número de pessoas". Isso é atingido através da decisão da maioria, e do comprometimento inevitável. Muitos dos atos de um governo democrático são baseados no estágio cinco.
O estágio 6 é o dos princípios universais éticos. As leis e acordos sociais só são válidos na medida em que derivam de tais princípios. Assim, quando a lei viola esses princípios, é preciso agir de acordo com eles. Os princípios em questão são os da igualdade dos seres humanos e o respeito por sua dignidade como indivíduos, considerados como fins e não enquanto meios, como na filosofia de Immanuel Kant. Existe uma capacidade de se imaginar no lugar do outro. O ponto de vista é universalista, transcendendo grupos e sociedades particulares, e se baseia numa ética válida para todos, da qual derivam arranjos e instituições concretas. Os direitos escritos formalmente não são necessários, pois os contratos sociais não são essenciais para a ação moral deôntica. O indivíduo age porque é o correto a ser feito, não porque tal ação é instrumental, esperada, legal, ou foi previamente acordada. Para Kohlberg, raras pessoas atingem este estágio.

### Contribuições de outros autores
Além das contribuições relevantes de Jento da Moral e Identidade do Eu", publicado no livro "Para a Reconstrução do Materialismo Histórico" (título original em alemão: "Zur Rekonstruktion des Historischen Materialismus"). Para Habermas, é somente a nível de uma ética universal da linguagem que se tornam objeto do discurso prático também a interpretação dos carecimentos, ou seja, o que cada indivíduo crê que deva ser entendido e afirmado como seus "verdadeiros" interesses.

## Publicações
Duska R & Whelan M 1994. O desenvolvimento moral na idade evolutiva – um guia a Piaget e Kohlberg. São Paulo: Ed. Loyola.
Milnitsky-Sapiro C 2000. Teorias em desenvolvimento sócio-moral: Piaget, Kohlberg e Turiel – possíveis implicações para a educação médica. Rev. Bras. Ed. Med. 24(3):7-15. Disponível em <http://www.abem-educmed.org.br/rbem/ 
rbem/rebem_24_numero2_2000.htm>
Biaggio A 1998. Introdução à teoria de julgamento moral de Kohlberg. In Nunes MLT (org.). Moral & TV. Porto Alegre: Evangraf.